# Una dama escribe una carta con su sirvienta
Una dama escribe una carta con su sirvienta (en neerlandés Schrijvende vrouw met dienstbode) es una obra del pintor neerlandés Johannes Vermeer realizada entre 1670 y 1671. Se encuentra en la Galería Nacional de Irlanda, en Dublín.

## Descripción
La obra muestra a una mujer de clase media que se encuentra escribiendo una carta junto a su sirvienta; es vista como un paso de la moderación y autocontención del autor en los años 1660, a sus obras más frescas a partir de los años 1670. Pudo haber sido inspirada en forma parcial por la obra «Mujer enviando una carta» del pintor barroco Gerard ter Borch y el fondo parece ser casi el mismo que el usado en «Mujer con laúd».
Es el primero de los experimentos del pintor con la composición centrífuga; donde el foco no es solo el centro del lienzo. Además, es su tercer trabajo donde el drama y la dinámica no se centra en una sola figura. La sirvienta se muestra de pie en una esquina, detrás de su dama, con las manos cruzadas y esperando a que se complete la carta. Los brazos y la posición del cuerpo, de acuerdo a algunos historiadores, indican que ambas mujeres están desconectadas. Sin embargo, el historiador Pascal Bonafoux sugiere que por el mero hecho de estar juntas en una habitación, comparten un acto íntimo como la redacción de una carta. La pintura expone muchas características de las obras de Vermeer, como su obsesión con el eje interior/exterior de los espacios, los suelos con baldosas, los vestidos, marcos de ventanas, la pintura de las paredes y la geometría.

## Origen y exposiciones
La pintura fue robada el 27 de abril de 1974, junto con un Goya, dos Gainsboroughs y tres Rubens de la mansión Russborough House propiedad de Sir Alfred Beit por el grupo paramilitar IRA. Las obras robadas fueron recuperadas ocho días después en una casa de campo del condado de Cork. En el año 1986 la obra fue robada de nuevo, ahora por una pandilla liderada por Martin Cahill. El criminal solicitó un rescate de 20 millones de libras pero el dinero no se pagó. La pintura fue recuperada en agosto de 1993 gracias a una operación de la policía irlandesa en el aeropuerto de la ciudad de Amberes, ya había sido donada in absentia a la Galería Nacional de Irlanda.